# Ejura/Sekyedumase District
Der Ejura/Sekyedumase District ist einer von 138 Distrikten in Ghana. Er ist im Zentrum des Landes in der Ashanti Region gelegen und dort einer von 21 regionalen Distrikten. 
Der Ejura/Sekyedumase District grenzt an die Distrikte Offinso, Afigya Sekyere und Sekyere West. Der Ejura/Sekyedumase District liegt an der nördlichen Grenze der Ashanti Region und grenzt daher an die Brong-Ahafo Region mit ihren Distrikten Nkoranza und Atebubu-Amantin. Chief Executive des 1252 km² großen Distrikts mit ca. 81.119 Einwohnern ist Joshua Ayarkwa. Die Distrikthauptstadt ist Ejura.

## Geographie
Die klimatischen Verhältnisse im Distrikt sind durch die durchgehend hohe Luftfeuchtigkeit bestimmt. Die Temperaturen sind zwischen Januar und April am höchsten, während zwischen Juli und August die durchschnittlich kältesten Wochen des Jahres liegen.
Im Südwesten des Distrikts bestehen klimatische Verhältnisse, die halbimmergrünen Feuchtwald begünstigen, im Norden und Osten des Distrikts herrscht Savanne vor.

## Infrastruktur
Das Straßennetz besteht aus zwei Hauptstrecken und 124 Kilometern ungeteerter Nebenstraßen. Die Hauptstrecken sind eine 20 Kilometer lange Strecke zwischen Aframso und Kasei. Eine weitere 15 Kilometer lange Strecke führt von Aframso nach Sekyedumasi. Lediglich die vier Gemeinden Ejura, Sekyedumasi, Kasei und Kyeredeso haben einen Anschluss ans elektrische Leitungsnetz. In diesen vier Gemeinden sind 1300 Haushalte mit Elektrizität versorgt. Die drei Gemeinden Hiawoanwu, Bonyon und Dromankuma haben das Leitungsnetz bereits verlegt, der Anschluss an die nationale Stromversorgung steht jedoch noch aus. 
Im gesamten Distrikt ist eine Postdienststelle eröffnet worden sowie weitere zwei Postfilialen. Weitere 205 Briefkästen werden regelmäßig entleert. 
Lediglich in den Gemeinden Kasei, Hiawoanwu und Nkwanta wird die Wasserversorgung über mechanische Pumpensysteme gesichert. Weitere 56 Gemeinden werden mit Wasserlieferungen aus 148 Bochlöchern versorgt, sieben Gemeinden nutzen Handpumpen.
Im Distrikt wurden eine kommerzielle Bank, zwei ländliche Banken und eine Entwicklungsbank eröffnet. Drei wöchentliche Märkte werden in  Ejura, Sekyedumasi und Anyinasu abgehalten.

## Bildung
In Ejura/Sekyedumase gibt es 29 Kindergärten und 65 Grundschulen. In 23 Junior Secondary Schools und zwei Senior Secondary Schools erhalten die Jugendlichen eine höhere Schulbildung. 
In der Junior Secondary School in Kasei besteht mit einem Buchbestand von über 2000 Bänden eine der wichtigsten Bibliotheken des Distriktes. Der Buchbestand erstreckt sich von Bänden für Kindergartenkinder bis hin zum Bedarf für die Senior Secondary School.

## Gesundheit
Bisher werden drei Kliniken und acht Gesundheitszentren zur medizinischen Grundversorgung betrieben. Die Gesundheitseinrichtungen stellen 29 Krankenhausbetten und 13 Feldbetten zur Verfügung.

## Wahlkreise
Im Distrikt Ejura/Sekyedumase bildet einen gleichnamigen Wahlkreis. Hier errang bei den Parlamentswahlen 2004 Alhaji Issifu Pangabu Mohammed für die Partei National Democratic Congress (NDC) den Sitz im ghanaischen Parlament. 

## Wichtige Ortschaften
| - Sekodumasi - Anyinasu - Dromankuma - Frante - Kasei - Hawoanwu - Aframso | - Drobon - Ejura Nkwanta - Ashakoko - Bonyon - Kobriti - Nyamebekyere - Bayere-Nkwanta | - Awabre - Sarakyi Akuraa - Teachekrom - Babaso - Juaho |